# Бакланов, Евгений Васильевич
Евгений Васильевич Бакланов (род. 19 сентября 1937, Куйбышев) — российский учёный в области квантовой электроники и лазерной физики, доктор физико-математических наук, профессор, лауреат Государственной премии РФ (1998).
Родился 19 сентября 1937 г. в Куйбышеве Новосибирской области в семье служащих.
Окончил радиотехнический факультет Новосибирского электротехнического института (1960) и аспирантуру Института радиофизики и электроники СО АН СССР (1963). В 1964 г. защитил кандидатскую диссертацию «Некоторые вопросы теории направленных антенн».
В Сибирском отделении АН СССР:
- 1963—1967 младший научный сотрудник Института физики полупроводников (ИФП);
- 1967—1972 начальник сектора Сибирского государственного НИИ метрологии;
- 1972—1977 старший научный сотрудник ИФП;
- 1978—1991 старший, главный научный сотрудник Института теплофизики.

С 1991 г. главный научный сотрудник, зав. теоретической группой Института лазерной физики (ИЛФ) СО РАН.
В 1974—1999 гг. преподавал в Новосибирском электротехническом институте. С 1999 г. профессор кафедры квантовой электроники НГУ, читал спецкурс «Теоретические основы квантовой электроники».
Специалист в области квантовой электроники и лазерной физики.
Доктор физико-математических наук (1977, тема диссертации «Теория резонансного взаимодействия оптических полей с газом»), профессор.
Автор работ в области лазерной спектроскопии высокого разрешения, позволивших увеличить разрешающую способность традиционной спектроскопии. Предложил метод разнесенных оптических полей (лазерная спектроскопия); уточнил постоянную Ридберга.
Лауреат Государственной премии РФ (1998).

## Научные труды
Автор более 100 научных публикаций и учебных пособий:
- Основы лазерной физики [Текст] : [учебник] / Е. В. Бакланов. — Новосибирск : НГТУ, 2011. — 130 с. : ил.; 25 см. — (Учебники НГТУ).; ISBN 978-5-7782-1606-8
- Основы лазерной физики [Текст] : [учебник] / Е. В. Бакланов. — Новосибирск : НГТУ, 2017. — 130 с. : ил.; 25 см. — (Учебники НГТУ).; ISBN 978-5-7782-3368-3 : 3000 экз.
- Физические основы теории лазеров : Учеб. пособие для студентов IV курса физ.-техн. фак. (спец. 0641) дневного отд-ния / Е. В. Бакланов. — Новосибирск : НЭТИ, 1980. — 98 с. : ил.; 20 см.
- Теоретические основы квантовой электроники [Текст] : учебное пособие / Е. В. Бакланов ; М-во образования и науки РФ, Новосибирский гос. ун-т, Физ. фак., Каф. квантовой электроники. — Новосибирск : Новосибирский гос. ун-т, 2011. — 103, [1] с. : ил.; 20 см; ISBN 978-5-94356-924-1

Автор (соавтор) статей:
- Багаев С. Н., Бакланов Е. В., Чеботаев В. П. Измерение сечений упругого рассеяния в газе методами лазерной спектроскопии // Письма в ЖЭТФ. — 1972. — Т. 16, вып. 1. — С. 15—18.
- Бакланов Е. В. Резонансная флуоресценция в сильном монохроматическом поле // ЖЭТФ. — 1973. — Т. 65, вып. 6. — С. 2203—2213.
- Бакланов Е. В., Чеботаев В. П. Об одной возможности получения генерации в γ-диапазоне // Письма в ЖЭТФ. — 1975. — Т. 21, вып. 5. — С. 286—289.
- Baklanov E. V., Chebotaev V. P. On the precise measurement of the frequency transition 1S–2S of the hydrogen atom // Optics Communications. — 1974. — Т. 12, вып. 3. — С. 312—314.
- Baklanov Ye. V., Dubetsky B. Ya, Chebotayev V. P. Non-linear Ramsey resonance in the optical region // Applied physics. — 1976. — Т. 9, вып. 2. — С. 171—173.
- Baklanov E. V., Chebotayev V. P. Resonant light absorption by the ordered structures of ions stored in a trap // Applied Physics B. — 1986. — Т. 39, вып. 3. — С. 179—181.